# 315276 Yurigradovsky
315276 Yurigradovsky este un asteroid din centura principală de asteroizi.

## Descriere
315276 Yurigradovsky este un asteroid din centura principală de asteroizi. A fost descoperit pe 1 octombrie 2007 la observatorul astronomic din Andrușivka. Asteroidul prezintă o orbită caracterizată de o semiaxă mare de 2,29 ua, o excentricitate de 0,21 și o înclinație de 6,0° în raport cu ecliptica.